# КК Џокер
КК Џокер је српски кошаркашки клуб из Сомбора. Тренутно се такмичи у Кошаркашкој лиги Србије и у Другој Јадранској лиги.

## Историја
Клуб је основан 1. јула 2002. године и првобитно је носио име КК СО-КОШ. Године 2017. променио је име у КК Џокер, по надимку Николе Јокића, који је ту започео играчку каријеру.

## Познати тренери
- Жељко Лукајић